# Georges Brincard
Le baron Louis Charles Georges Brincard, né le 8 février 1871 à Savennières (Maine-et-Loire) et mort le 30 juin 1953 à Paris 7e, est un banquier français, président du Crédit lyonnais de 1922 à 1945.

## Biographie
Fils du baron Paul-Émile Brincard (1830-1903) et d'Anne-Alice Duboys d’Angers (1837-1923), Georges Brincard fait Polytechnique (1892) puis devient artilleur.
Marié le 14 septembre 1897 à Paris 8e à Marie-Thérèse Germain (1875-1935), dite « Mirzel », fille d'Henri Germain, fondateur du Crédit lyonnais, il quitte la carrière militaire pour devenir secrétaire du conseil d'administration du Crédit lyonnais. Il collabore aussi occasionnellement aux Études financières. Il est nommé administrateur en 1898, puis associé en 1899. Il mène alors des missions de contrôle au sein de l'établissement.
À la fin de 1919, c'est à son instigation que le Crédit lyonnais crée une direction du personnel, directement rattachée à la direction générale et compétente pour toutes les questions d'administration et d’organisation. Il nomme à sa tête un de ses anciens camarades de Polytechnique, le général Alfred Poindron. Au début de 1920, il institue une caisse des retraites du personnel, destinée à remplacer l’ancien système de prévoyance et assurer une retraite à tous les collaborateurs de la banque à partir de 60 ans.
Georges Brincard devient président du Crédit lyonnais en 1922 et reste à ce poste jusqu'en 1945.
En 1930, auprès du gouverneur de la Banque de France (représentant au premier titre) et en compagnie du marquis de Vogüé, il représente la France au conseil d'administration de la toute nouvelle Banque des règlements internationaux à Bâle.
Il est aussi président de la Compagnie des forges de Châtillon-Commentry et Neuves-Maisons de 1928 à 1951, vice-président de l’Omnium Financier pour l’Industrie Nationale, administrateur du Compagnie des chemins de fer de Paris à Lyon et à la Méditerranée (PLM), administrateur de la Banque de l’Indochine, administrateur du Crédit foncier égyptien, administrateur de la Banque de l’Algérie, administrateur de la Lyonnaise des Eaux et de l’Eclairage et administrateur de la société Foncière Lyonnaise.

## Distinctions
- Commandeur de la Légion d'honneur (1928).